# Piede piatto valgo pronato
Il Piede piatto valgo pronato è un dismorfismo del piede, spesso presente nei pazienti con paralisi cerebrale infantile.

## Eziologia e fisopatologia
Eziologicamente parlando il piede piatto valgo pronato trova la sua origine nello squilibrio della muscolatura estrinseca del piede, presentando una prevalenza della forza pronatoria a discapito di quella supinatoria.
Il piede è piatto, con l'avampiede pronato, il calcagno valgo e l'astragalo protruso. Fisiologicamente il piede non permette una deambulazione corretta, la quale con il passare del tempo causa dolore.

## Terapia
Il trattamento chirurgico in presenza del piede piatto valgo pronato può essere di due tipi:
- Tecnica di Grice-Viladot, che viene eseguito se il paziente ha più di 8 anni.
- Tecnica di duplice artrodesi, che viene eseguito se il paziente ha più di 12 anni.

Sia la tecnica di Grice-Viladot che quella della duplice artrodesi prevedono una successiva tutela di trenta giorni con gambaletto gessato senza carico.